# Tapinillus caldensis
Tapinillus caldensis is een spinnensoort in de taxonomische indeling van de lynxspinnen (Oxyopidae).
Het dier behoort tot het geslacht Tapinillus. De wetenschappelijke naam van de soort werd voor het eerst geldig gepubliceerd in 1989 door Garcia-Neto.